# Ку! Кин-дза-дза
«Ку! Кин-дза-дза» — полнометражный фантастический анимационный фильм. Ремейк советского художественного фильма «Кин-дза-дза!», снятого в 1986 году. Премьера состоялась 21 февраля 2013 года. В широкий прокат картина вышла 11 апреля 2013 года. Мультфильм выполнен в технике рисованной двумерной анимации, с элементами трёхмерной графики, стилизованной под плоское рисованное изображение.
Последние работы актёра Игоря Кваши и режиссёра Георгия Данелии.

## Сценарий
Фильм снят по литературному сценарию с изменениями Георгия Данелии и Резо Габриадзе, по которому в 1986 году уже был снят художественный фильм «Кин-дза-дза!». Соответственно, мультфильм имеет много общего с фильмом: общая канва, диалоги. Однако в мультфильме изменён социальный статус героев (например, дядя Вова не прораб, а знаменитый виолончелист) и время действия (из СССР в РФ), что существенно меняет психологию персонажей и, соответственно, философский смысл картины.

## Сюжет
Действие начинается зимой в Москве, в начале XXI века. Всемирно известный виолончелист Владимир Николаевич Чижов («дядя Вова»), находящийся в процессе развода с женой, возвращается домой с сольного концерта в консерватории. В районе Москва-Сити его машина попадает в пробку. Не желая ждать, Чижов отправляется домой пешком. Около дома его поджидает подросток, который рассказывает Чижову, что он его племянник Толик из города Нижние Ямки, сын двоюродной сестры Чижова — Елены Ивановны Царапкиной. Он приехал в Москву поступать на курсы диджеев, а потому хочет на время поселиться у Чижова дома. Владимир Николаевич, не зная никакой Елены Царапкиной, принимает Толика за афериста и пытается от него избавиться. В этот момент к ним подбегает босой человек с венком из ромашек на голове, протягивает прибор с кнопками, похожий на сотовый телефон, и спрашивает: «Скажите номер вашей планеты в тентуре! Какую кнопку мне нажать, чтобы домой переместиться?». Толик, принимая его за сумасшедшего, говорит: «„03“ набери, там помогут», имея в виду психиатрическое отделение «скорой». Тот возражает: «„03“ нельзя, „03“ — это Плюк, там чатлане», но Толик, не слушая его, нажимает «03» на приборе. Внезапно Чижов и Толик оказываются вдвоём в пустыне, которую освещают два солнца. Они понимают, что очутились на планете Плюк.
На Плюке герои знакомятся со странствующими артистами — чатланином Уэфом, пацаком Би и роботом Абрадоксом, которые путешествуют на летательном аппарате — пепелаце. Они, как и все другие жители этой планеты, владеют телепатией и очень быстро учатся говорить по-русски. Герои узнают, что на Плюке имеются две основные касты — пацаки и чатлане, принадлежность к которым определяется при помощи особого прибора — «визатора». Плюк — чатланская планета, и пацаки там находятся в подчинённом положении. Дядя Вова и Толик, согласно визатору, оказываются пацаками. По закону они должны носить в носу специальный колокольчик («цак»), а при встрече с чатланином выполнять особое ритуальное приседание с похлопыванием себя по щекам («делать ку»). Также выясняется, что на Плюке величайшей ценностью считается КЦ — нечто, содержащееся в сере обыкновенных спичек. К счастью, у Чижова оказывается с собой целый коробок со спичками с планеты Земля.
Уэф и Би договариваются с землянами, что они доставят их домой на Землю, если те дадут им в награду несколько коробков спичек. Однако выясняется, что для того, чтобы это сделать, требуется приобрести особое устройство, позволяющее пепелацу перемещаться на другие планеты, — гравицаппу. Уэф решает продать одну спичку местным контрабандистам, чтобы приобрести это устройство. Однако контрабандисты хотят вести переговоры не с Уэфом или Би, а с владельцем спички — Чижовым. В итоге они обманывают Чижова, похищают у него все спички и улетают.
Толик, который по случайности сохранил одну спичку, убеждает артистов отвезти их в столицу Плюка, чтобы там приобрести гравицаппу и воплотить их план. В столичном «планетарии» они узнают координаты Земли. Кроме того, Толику из «планетария» удаётся позвонить своей матери в Нижние Ямки. Во время разговора, который происходит по громкой связи, Чижов узнаёт в матери Толика свою двоюродную сестру Алёну, которая до замужества имела другую фамилию. Он признаёт Толика как своего племянника и разрешает ему жить в своей квартире по возвращении на Землю.
После ряда приключений Чижов, Уэф и Би попадают в эцих (тюрьму) из-за драки, которую устроил Чижов с контрабандистами, защищая Толика. Толик и Абрадокс объединяются и, завладев гравицаппой, случайно попадают к правителю планеты — Господину ПЖ, берут его в заложники и освобождают Чижова, Уэфа и Би. В дальнейшем Уэф, Би, Абрадокс, Чижов и Толик отправляются в космический полёт на пепелаце. Однако артисты отвозят Чижова и Толика не на Землю, а на безжизненную пацакскую планету Хануд, на которой даже содержание кислорода составляет лишь 30 % от нормы. Артисты объясняют героям, что, согласно координатам, Земля находится в «антитентуре» и попасть туда на пепелаце, даже оснащённом гравицаппой, — невозможно. В качестве альтернативы артисты предлагают Чижову и Толику совместное предприятие — заработать деньги выступлениями, купить планету Хануд и воздух к ней, а затем устроить там собственное деспотичное правление над будущими переселенцами. Перспектива никогда не вернуться на Землю приводит героев в уныние, и они пытаются покончить жизнь самоубийством, сняв кислородные маски. В этот момент на Хануде появляется босоногий человек с венком из ромашек и возвращает Чижова и Толика на Землю, на пару минут раньше их первой встречи в Москве.
Повторяется сцена знакомства Чижова с Толиком, когда Чижов пытается отвязаться от надоедливого малолетнего «афериста». Внезапно мимо них проезжает снегоуборочная машина с оранжевым проблесковым маячком, напоминающим огоньки на шлемах эцилоппов (инопланетных полицейских). Оба машинально делают ритуальное приветствие «ку!» и вспоминают все свои приключения на Плюке. В финальных кадрах мультфильма показано вечернее звёздное небо, откуда доносится песенка маленького жителя планеты — Фитюльки.

## Персонажи
Владимир Николаевич Чижов — человек с планеты Земля, как потом выяснилось — пацак.
- Всемирно известный виолончелист, находящийся в процессе развода с женой Люсей, которая ушла от него к Цигенбогену. У Чижова есть двоюродная сестра Алёна Ивановна Царапкина и племянник Толик. Сорвал собственный концерт, забыв выключить мобильный телефон, находящийся в кармане.
- Бывший боксёр, рассеян, страдает акрофобией — боязнью высоты.
- Вместе с другим землянином Толиком Царапкиным попал на Плюк.
- Чем-то напоминает прораба Дядю Вову из фильма «Кин-дза-дза!».
- Также имеет прозвища — Скрипач, Дядя Вова.
- Озвучивает: Николай Губенко.

Анатолий Дмитриевич Царапкин (Толик) — человек с планеты Земля, как потом выяснилось — пацак.
- Школьник из 9-го класса, приехавший в Москву из Нижних Ямок, чтобы поступать на курсы диджеев. Мама — Алёна (Елена) Ивановна Машкова (в замужестве — Царапкина). Двоюродный дядя — Владимир Николаевич Чижов. Поначалу Чижов принимал своего двоюродного племянника за малолетнего афериста. Умеет издавать на дядиной виолончели ужасные звуки, которые нравятся инопланетянам. Часто использует современный жаргон. Влюблён в одноклассницу Лидку Лизякину. Недолюбливает Абрадокса. Песня «Мама, что мы будем делать…», которую спел для стариков на тележке, стала у инопланетян хитом.
- Вместе с другим землянином — Владимиром Чижовым попал на Плюк.
- Чем-то напоминает «скрипача» Гедевана Алексидзе из фильма «Кин-дза-дза!».
- Также имеет прозвища — Анатолик, Дядя Толик.
- Озвучивает: Иван Цехмистренко.

Уэф — бедный артист, чатланин.
- Живёт на Плюке. Родился, как и Би, на Хануде.
- Жадный грубиян. Выпил шампунь Толика без проблем (намёк на эцилоппа-судью из фильма — тот без труда напился виноградного уксуса).
- Нахальный и бессовестный тип.
- Часто употребляет слово «Зараза».
- Хотел подружиться с зелёной девушкой.
- Прозвищ не имеет.
- Озвучивает: Андрей Леонов.

Би — бедный артист, пацак, владелец старого пепелаца.
- Родился, как и Уэф на Хануде. Живёт на планете Плюк.
- Пацаки должны подчиняться чатланам, но Би Уэфу не подчиняется и даже дёргает его за волосы во время ссор.
- Носит в носу колокольчик — «цак» — и выступает только в клетке, что и положено пацакам. Философ и неплохой психолог.
- Часто употребляет слово «Родной».
- Прозвищ не имеет.
- Озвучивает: Алексей Колган.

Абрадокс — в фильме Абрадокс — это чиновник или правитель планеты Альфа, а в мультфильме это робот-аферист.
- Внешне несколько напоминает пылесос '«Вихрь»', увенчанный шляпой.
- Путешествует в компании Би и Уэфа. Хитёр, ловок и смел.
- Любит музыку и мечтает о сольной карьере.
- Сделал из поломанной виолончели Дяди Вовы «народный плюканский инструмент». Недолюбливает Толика.
- Прозвищ много, в основном ругательные (Толик) — Примус, Киборг Недоделанный и т. п.
- Озвучивает: Александр Адабашьян.

«Ромашка» — босоногий инопланетянин с венком из ромашек на голове.
- Перемещается во времени и пространстве при помощи миниатюрного устройства с кнопками.
- Добропорядочный и законопослушный.
- После случайного перемещения землян на Плюк долгое время их разыскивал, чтобы вернуть домой.
- Наотрез отказался перемещать плюкан на Землю за спичками, назвав КЦ контрабандой, несмотря на предлагаемые выгодные условия сделки.
- Озвучивает: Георгий Данелия.

### Другие персонажи

#### Земляне
- Люся — жена Владимира Чижова, которая бросила его и подала на развод. В мультфильме представлена лишь в упоминаниях о том, что она ушла от Чижова к Артуру Цигенбогену.
- Фёдор — шофёр Чижова. Показан в эпизоде, когда Чижов решает идти домой пешком.
- Ефросинья Петровна (Фрося) — домработница Чижова, телефон которой последний по ошибке взял с собой.
- Елена (Алёна) Ивановна Царапкина (до замужества — Машкова) — Мама Толика, двоюродная сестра Чижова, которого явно недолюбливает.
- Лида Лизякина — школьница из 9-Б класса, одноклассница Толика. В него же и влюблена. Но в мультфильме представлена как «пиратский мираж», которым торговал один пацак на Плюке.
- Артур Цигенбоген — флейтист, коллега Чижова. Под конец мультфильма показывается в галлюцинациях Чижова на бескислородном Хануде, периодически упоминается как любовник Люськи в разговорах инопланетян с Чижовым, чтобы тем самым его разозлить.

#### Плюкане
- Господин ПЖ — чатланин, правитель планеты Плюк в галактике Кин-дза-дза. Его внешним «прототипом» стал Гай Юлий Цезарь. Был взят в плен Толиком (как и эцилопп с намордниками в фильме), чтобы под его прикрытием освободить Чижова, Би и Уэфа из заключения в эцихе. Лентяй и бездельник. Периодически появляется в виде голограммы в разных местах планеты вместе со своим личным пацаком Ку.
- Трац — пожилой чатланин со шрамом, главарь банды контрабандистов.
- «Диоген» — чатланин-контрабандист, подручный Траца, носит на себе нечто похожее на бочку (отсюда и прозвище) или на фрагмент гофрированной вентиляционной трубы, имеет дефекты дикции.
- Старички на тележке — пацаки, старичок и старушка небольшого роста, раньше жили на другой планете, где воздух для дыхания был платным, в разговоре употребляют глаголы в неопределённой форме («Или вы играть — или мы уезжать!»).
- Кырр — агрессивный чатланин с транклюкатором, крайне презрительно относящийся к пацакам и недовольный правлением ПЖ на Плюке.
- «Фитюлька» — длинноухий плюканин небольшого роста, вероятно, представитель отдельной расы на Плюке, в общении использует слово «чи́кита» (а не «ку», как чатлане и пацаки).
- Ык — пацак-карусельщик, осуществляющий платную переправу через пропасть, за дополнительную плату предлагает перевозку через пропасть на «цурла́пе» (плюканский аналог велосипеда), ненавидит акрофобов.

## Музыка
Все основные музыкальные темы художественного фильма «Кин-дза-дза!» (1986), созданные композитором Гией Канчели, перешли и в анимационную версию. Кроме того, Канчели написал и новые темы для мультипликационного фильма. Также в мультфильме звучит произведение Канчели «Маленькая Данелиада», состоящая из оригинальной музыки к фильму «Кин-дза-дза!», песни троллей «Чикита-чикита-чикита-чикита-ча» из фильма Г. Данелии «Слёзы капали» 1982 года (эту же песню исполняет в мультфильме Фитюлька) и переработанной темы из сериала «Пан или пропал» (эту мелодию исполняет на концерте Чижов).

## Роли озвучили
- Николай Губенко — Владимир Николаевич Чижов, виолончелист
- Иван Цехмистренко — Толик Царапкин, племянник Чижова
- Андрей Леонов — Уэф, чатланин
- Алексей Колган — Би, пацак / Кырр, чатланин с транклюкатором
- Александр Адабашьян — Абрадокс, робот
- Георгий Данелия — Ромашка, путешественник / Диоген, чатланин в бочке
- Игорь Кваша — Ык, карусельщик
- Ирина Девляшова — Лида Лизякина, одноклассница Толика
- Полина Кутепова — Елена Ивановна Царапкина, мама Толика
- Маргарита Рассказова — астрономша
- Игорь Санников — старичок на тележке
- Алла Санникова — старушка на тележке
- Виктория Радунская — старушка в планетарии
- Вахтанг Кикабидзе — Трац, главарь контрабандистов
- Галина Данелия — Фрося, домработница Чижова
- Алексей Панин[12][13] — пацаки-жулики: продавец космической пыли / продавец неисправной гравицаппы (нет в титрах)
- Евгений Стеблов[14] — продавец миражей (нет в титрах)

## Съёмочная группа
- Сценарий: Георгий Данелия, Александр Адабашьян, Андрей Усачёв.
- при участии: Татьяны Ильиной и Игоря Ахмедова[4].
- Режиссёры-постановщики: Георгий Данелия, Татьяна Ильина[4].
- Художник-постановщик: Александр Храмцов[2].
- Композитор: Гия Канчели[4].
- Звукорежиссёр: Павел Дореули, Екатерина Попова.
- Монтаж: Сергей Минакин.
- Редактор: Валерий Федорович.
- Кастинг: Елена Габец.
- Директор картины: Ирина Ракитянская.
- Исполнительный продюсер: Георгий Гитис[4].
- Продюсеры: Сергей Сельянов[15], Константин Эрнст, Леонид Ярмольник[15], Юрий Кушнерёв, Олег Урушев[4].
- Художественный руководитель проекта: Георгий Данелия[4].
- Исполняет музыку: Государственный симфонический оркестр кинематографии под руководством дирижёра Сергея Скрипки[16]

## История создания
Фильм был запущен в производство 12 февраля 2005 года.
В 2006 году между департаментом культуры и искусства ХМАО (заказчик) и ООО «Кинокомпания „Югра-Фильм“» (исполнитель) был заключен государственный контракт на оказание услуг по производству мультфильма «Кин-дза-дза». Из бюджета Ханты-Мансийского автономного округа кинокомпании «Югра-фильм» были выделены 56 млн рублей (40 % сметной стоимости), остальные 60 % (84 млн рублей) были обещаны ОАО «Продюсерская кинотелевизионная компания „Ритм“».
Первоначально над проектом работало около 60 человек. Однако в декабре 2008 полностью прекратилось финансирование со стороны «Югра-Фильм» и, по словам Г. Данелии, пришлось распустить людей, сдать помещение и технику.
В 2009 году, чтобы не разрушать идею и сохранить труд и деньги, потраченные на фильм, Г. Данелия с группой энтузиастов решили закончить картину в виде эскиза. В декабре 2009 года фильм был выпущен в виде лимитированной анимации (3000 рисунков, реплики, шумы, музыка). Диск с фильмом был передан в Департамент кинематографии Министерства культуры РФ, где члены экспертной комиссии положительно оценили работу, рекомендовали продолжить работу над фильмом и закончить в том виде, каким он был задуман.
По словам Георгия Данелии, в 2010 году финансовые трудности были улажены. Поменялись продюсеры мультфильма — вместо кинокомпании «Югра-Фильм» ими стали «Первый канал», кинокомпания СТВ и актёр Леонид Ярмольник. С 2010 года первоначальный инвестор фильма в лице Департамента культуры ХМАО пытался через суд вернуть 106 млн рублей, которые были выделены кинокомпании «Югра-Фильм» на создание художественного фильма «Князь Меншиков» и мультфильма «Кин-дза-дза». По контракту фильмы должны были быть сданы до 15 ноября 2009, но это сделано не было. В итоге 20 августа 2012 Арбитражный суд ХМАО постановил взыскать с кинокомпании «Югра-Фильм» в пользу Департамента культуры ХМАО 115,3 млн рублей.
17 апреля 2012 года было опубликовано Распоряжение Правительства РФ № 502-р, в котором Министерству культуры РФ предписывалось «принять в установленном порядке меры для завершения до 1 января 2013 г.» производства фильма «Кин-дза-дза». По словам продюсера мультфильма С. Сельянова, картина должна была быть закончена к ноябрю 2012 года и выйти на экраны в начале 2013 года. На XIV Международном форуме «Кино экспо» 2012 был объявлено, что премьера фильма состоится 21 февраля 2013 года. Однако в январе 2013 года Георгий Данелия сообщил, что фильм выйдет в апреле 2013, объяснив это исключительно решением прокатчиков. На сайте кинокомпании СТВ дата выхода в прокат была изменена на 11 апреля 2013.
На протяжении съёмок неоднократно менялось название мультфильма. На начальном периоде картину называли «мультфильм „Кин-дза-дза“» или «анимационная версия „Кин-дза-дза“». Позже мультфильм начали называть «Кин-дза-дза-дза». Причём написание этого названия в различных источниках различалось: «Кин-дза-дза-дза!», «Кин-дза-дза. Дза!» и «КинДзаДза-Дза!». Затем появилась информация, что мультфильм будет называться «Ку!». Позже на сайте кинокомпании название мультфильма изменилось на «Ку! Кин-дза-дза-дза». И, наконец, в декабре 2012 вышел официальный трейлер мультфильма, где название было указано как «Ку! Кин-дза-дза», после чего это название стало указываться также на сайте кинокомпании и на сайте прокатчика картины.
21 февраля 2013 года в гостиной «Меркурий-клуба» состоялась премьера мультфильма в рамках заседания Торгово-промышленной палаты РФ под председательством Е. М. Примакова, посвящённого творчеству Г. Н. Данелии.

## Награды и номинации
- 2013 — премия Киноакадемии Азиатско-Тихоокеанского региона (Asia Pacific Screen Awards) За лучший анимационный фильм[30]
- 2014 — номинация на премию «Золотой орёл» за лучший игровой фильм. Фильм не получил «Золотого орла», однако режиссёр Георгий Данелия был удостоен специального приза «за неувядаемый талант, за мужество, за бесстрашие поменять жанр и вступить на другое поле»[31].
- 2014 — главный приз 19 Открытого российского фестиваля анимационного кино в Суздале в категории «Лучший полнометражный фильм».[32]
- 2014 — Премия «Ника» за лучший анимационный фильм[33].
- 2014 — Премия Правительства РФ в области культуры за 2014 год[34].

## Отзывы и оценки
Мультфильм получил положительные отзывы и высокие оценки в российской прессе. Большинство рецензий на него было положительным, в том числе в таких изданиях как «Российская газета», «Известия», «Аргументы и факты», «Труд», «Новая газета»
, «Мир фантастики», Empire, The Village, «Собеседник». Исключение составили Сергей Оболонков в Lenta.ru, Антон Долин в «Ведомостях» и Мария Кувшинова в «Афише», оценившие фильм нейтрально, как средний.
Л. Лобарёв указывал, что в отличие от фильма, здесь двое землян не являются носителями некой высшей, по отношению к эгоистичным инопланетянам, морали. Если в «Кин-дза-дза» они стали нравственным образцом для Уэфа и Би, даже вынудив тех на немыслимое прежде самопожертвование, то в мультфильме земляне чувствуют себя практически в родной стихии, являясь продуктами современного общества (по сути, весьма похожего на Плюк — о чём упоминал и сам Данелия).

## Публикации
- Нина Хрущева. Конец социализма в «Кин-дза-дза». Журнал «The New Times» («Новое время») № 13 (282) (15 апреля 2013). Дата обращения: 19 апреля 2013.
- Андрей Фёдоров. Георгий Данелия: Я отказался продавать американцам права на «Кин-дза-дза». Газета «Вечерняя Москва» (10 апреля 2013). Дата обращения: 29 апреля 2013. Архивировано 29 апреля 2013 года.
- Андрей Фёдоров. Георгий Данелия: После «Ку! Кин-дза-дзы» я ничего не сниму! Газета «Вечерняя Москва» (7 апреля 2013). Дата обращения: 29 апреля 2013. Архивировано 29 апреля 2013 года.